# Sana Minatozaki
Pour les articles homonymes, voir Sana.
Sana Minatozaki (湊崎 紗夏, Minatozaki Sana), née le 29 décembre 1996, plus souvent créditée Sana (사나, en coréen) est une chanteuse, parolière et danseuse japonaise. Elle est principalement connue comme étant une membre du girl group sud-coréen Twice.

## Biographie
Sana Minatozaki développe un intérêt pour la K-pop, à la suite du gain de popularité de Girls' Generation et de Kara, au Japon. Lors de sa dernière année au collège, elle est repérée dans la rue par la JYP Entertainment et est auditionnée le 13 avril 2012,. Elle apparaît dans le clip vidéo de Got7, A et Instant Love de Junho (2PM).

### Twice
Elle fait partie du groupe Twice avec huit autres membres : deux Japonaises, Mina et Momo, une Taïwanaise, Tzuyu et cinq membres sud-coréennes, Nayeon, Jeongyeon, Jihyo, Chaeyoung et Dahyun. Elle est une vocaliste du groupe. Elle est connue pour certaines de ses parties chantées, tels que les mots « Shy, Shy, Shy » de la chanson Cheer Up, repris par de nombreux artistes sud-coréens.

## Discographie

### Titres solo
| Année | Titre                             | Album         |
| ----- | --------------------------------- | ------------- |
| 2021  | Sotsugyou (Cover) (卒業 (カバー)) | Hors album    |
| 2024  | Mirage                            | Haute Couture |

### Crédits musicaux
| Année | Titre               | Artiste | Album          | Autre(s) crédit(s)                            |
| ----- | ------------------- | ------- | -------------- | --------------------------------------------- |
| 2018  | Shot Thru the Heart | Twice   | Summer Nights  | Momo et Mina                                  |
| 2019  | Turn It Up          | Twice   | Fancy You      | earattack                                     |
| 2019  | 21:29               | Twice   | Feel Special   | Twice                                         |
| 2020  | Do What We Like     | Twice   | Eyes Wide Open | Aucun(s)                                      |
| 2021  | Conversation        | Twice   | Taste of Love  | Aucun(s)                                      |
| 2022  | Celebrate           | Twice   | Celebrate      | J. Y. Park, Twice et Co-sho                   |
| 2023  | Rewind You          | MiSaMo  | Masterpiece    | Ayushy, Frankie Day, Charlotte Wilson, Chanti |
| 2024  | Mirage              | Sana    | Haute Couture  | Hiyori Nara                                   |

## Émissions
| Année | Titre                   | Rôle                                     | Réf.  |
| ----- | ----------------------- | ---------------------------------------- | ----- |
| 2015  | Sixteen                 | Compétitrice                             | [ 6 ] |
| 2017  | KBS Song Festival       | Présentatrice                            | [ 7 ] |
| 2020  | Nizi Project - Part 2   | Juge (ép. 9-10) & présentatrice (finale) | [ 8 ] |
| 2024  | Sana's Fridge Interview | Présentatrice                            | [ 9 ] |